# Fanø

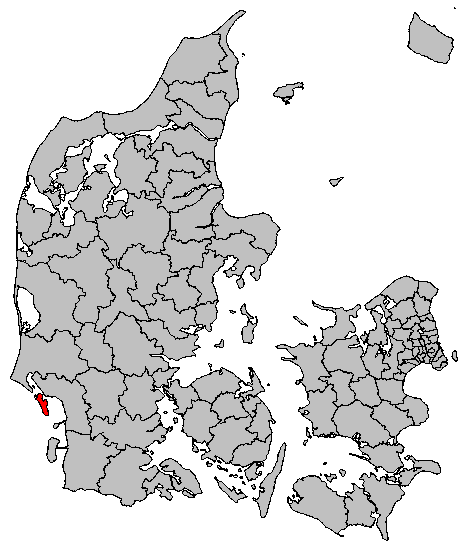
Fanø szigetének elhelyezkedése a térképen

Fanø egy dán sziget az Északi-tenger partjainál Délnyugat-Dániában, a dán Watt-tenger legészakibb szigete. Fanø önkormányzat és település is (dán nyelven, kommune), amely magában foglalja a szigetet és annak székhelyét Nordby városát.

## Földrajza
Fanø a Watt-tenger szárazföldjétől elkülönülve, mintegy öt kilométerre (3.1 mérföld) fekszik.  A sziget 16 km (9.9 mérföld) hosszú és 5 km-re (3,1 mérföld) széles. Esbjerg városához, kompjárat csatlakozik. A komp körülbelül 12 perc alatt teszi meg az utat.
Fanø területén különböző környezetek megtalálhatók, melyek közül igen gyakori a homok. A sziget egész nyugati partja egy hosszú strand.
Fanø növényzete elsősorban törpefenyőkből áll, a növényzet az északi-tengeren uralkodó erős  nyugati szél miatt soha nem nő nagyra.

## Idegenforgalom

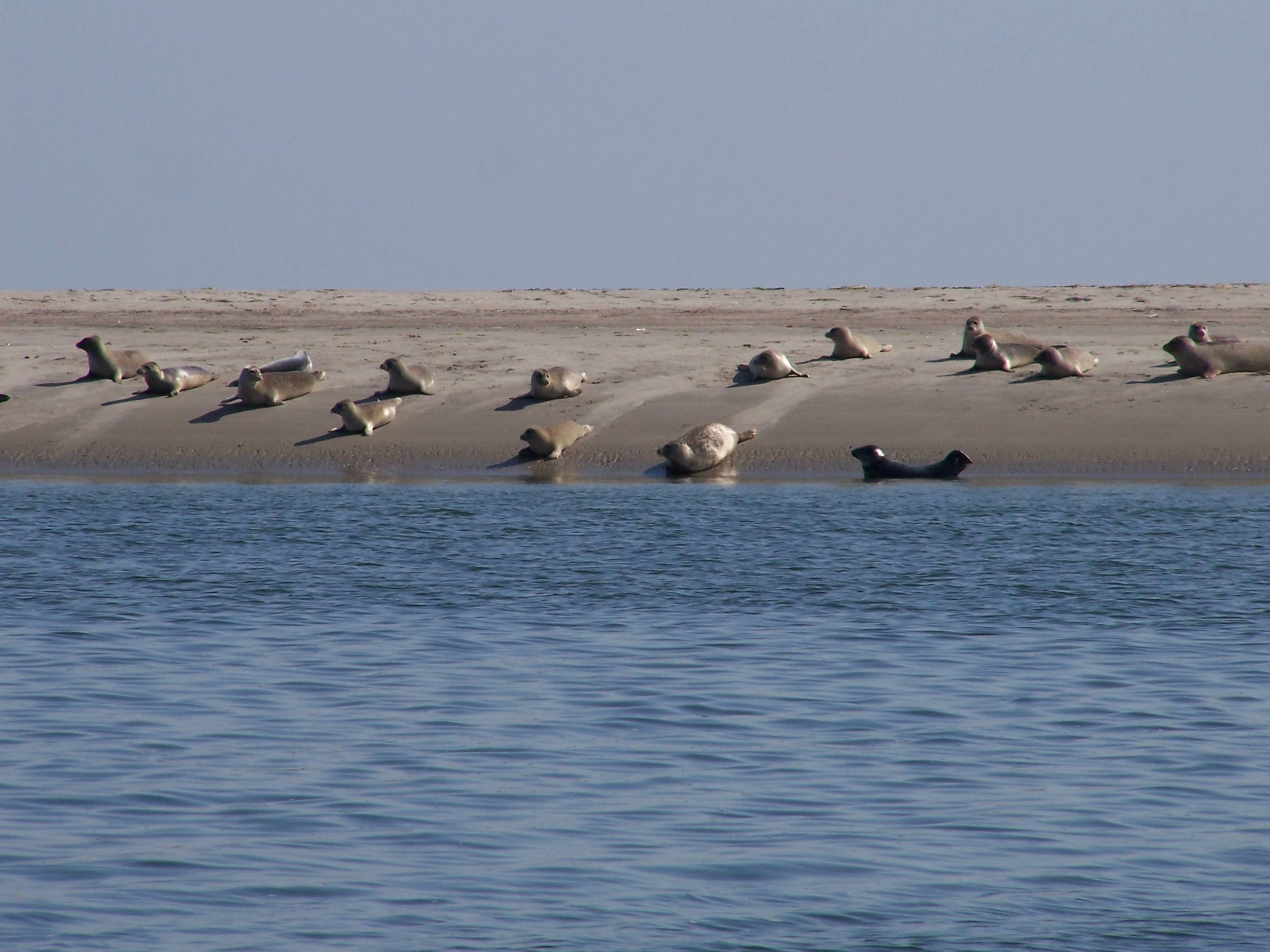

A sziget nagymértékben az idegenforgalomra támaszkodik, nyaranta mintegy 30.000 ember látogat el ide. A sziget fő vonzóereje a finom, fehér homokos strand, amelyen népszerűek a szél- és vízi sportok; pl. a sárkányeregetés, szörfözés. Fanø adott otthont Dánia első golfpályának is.
Már évekkel ezelőtt is találhattunk itt hosszú, egyenes kövezett utakat, a hely 1919-től 1923-ig házigazdája volt az évente megrendezett motorkerékpár és autóversenyeknek,amíg  egy tragikus baleset meg nem ölt egy helyi fiút, ekkor véget vetettek a további versenyeknek. Ma lehet saját autót vezetni a tengerparton Sønderho Fanø Vesterhavsbad között. A tengerparton buszjárat is közlekedik.
A Watt-tengeren egyedülálló a vonuló madarak látványa, valamint a két város Nordby és Sønderho  tengeri történelme, és a Dánia népi építészetét képviselő nádfedeles házak látványa.
Dánia az Atlanti fal része volt, ma is látható sorban a part mentén a nácik által épített több mint 300 bunker.

## Állatvilága
A szigeten is megtalálható állatok közül - amelyek egyébként Dánia szerte gyakoriak - a viperák, mókusok, patkányok és a borz, nem fordulnak elő a szigeten; ezzel szemben a róka, a sün, az őz és főképpen a nyulak megtalálhatók itt is.

## Önkormányzat
Az önkormányzat  területe 56 négyzetkilométer. Teljes népessége 3192 (2008). A polgármester Erik Nørreby, a Venstre párt tagja.
A főváros és a városi tanács Nordby városában található. Más települések még: Sønderho , Fanø Vesterhavsbad és Rindby.

## Galéria

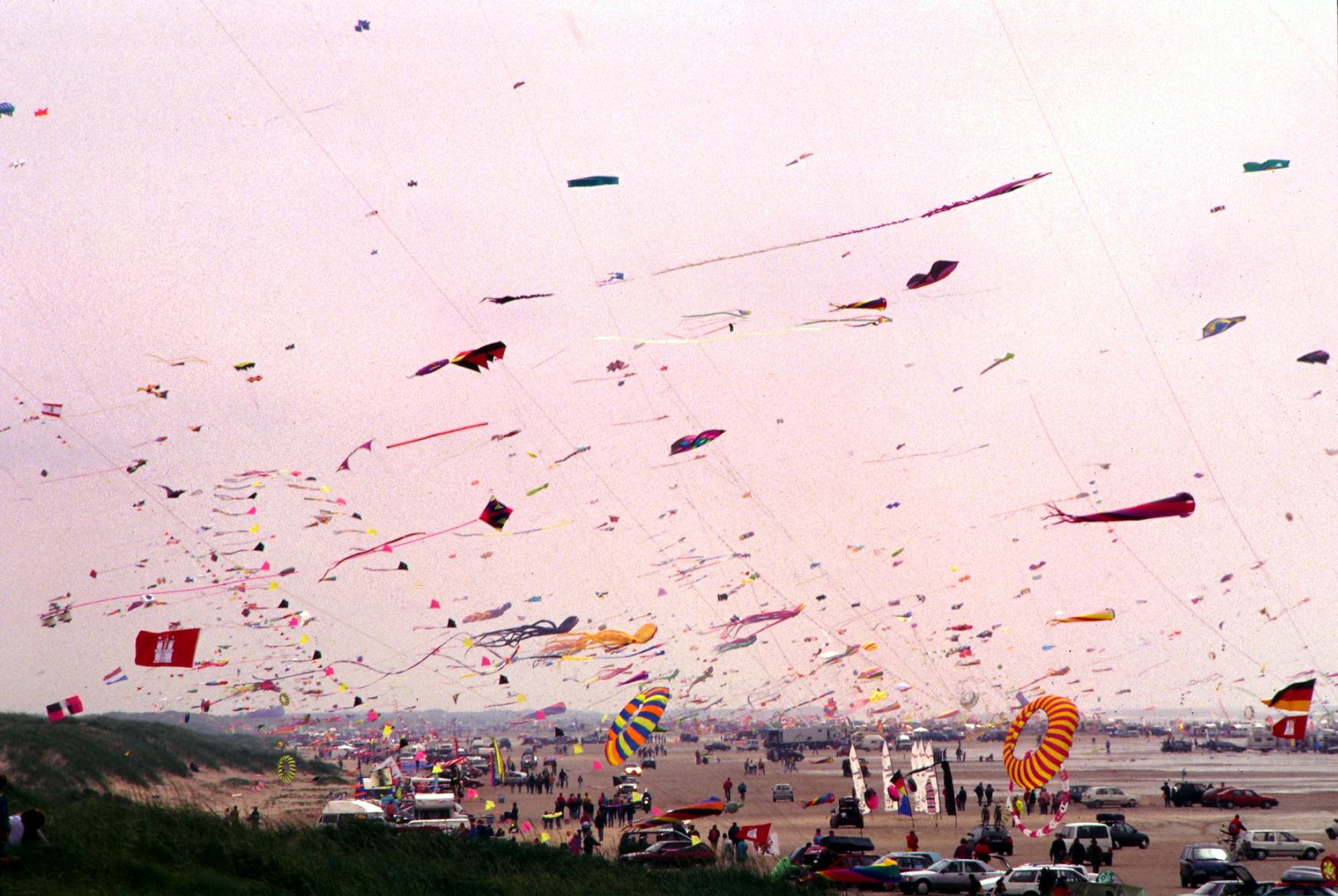
Fano, Kite-fesztivál
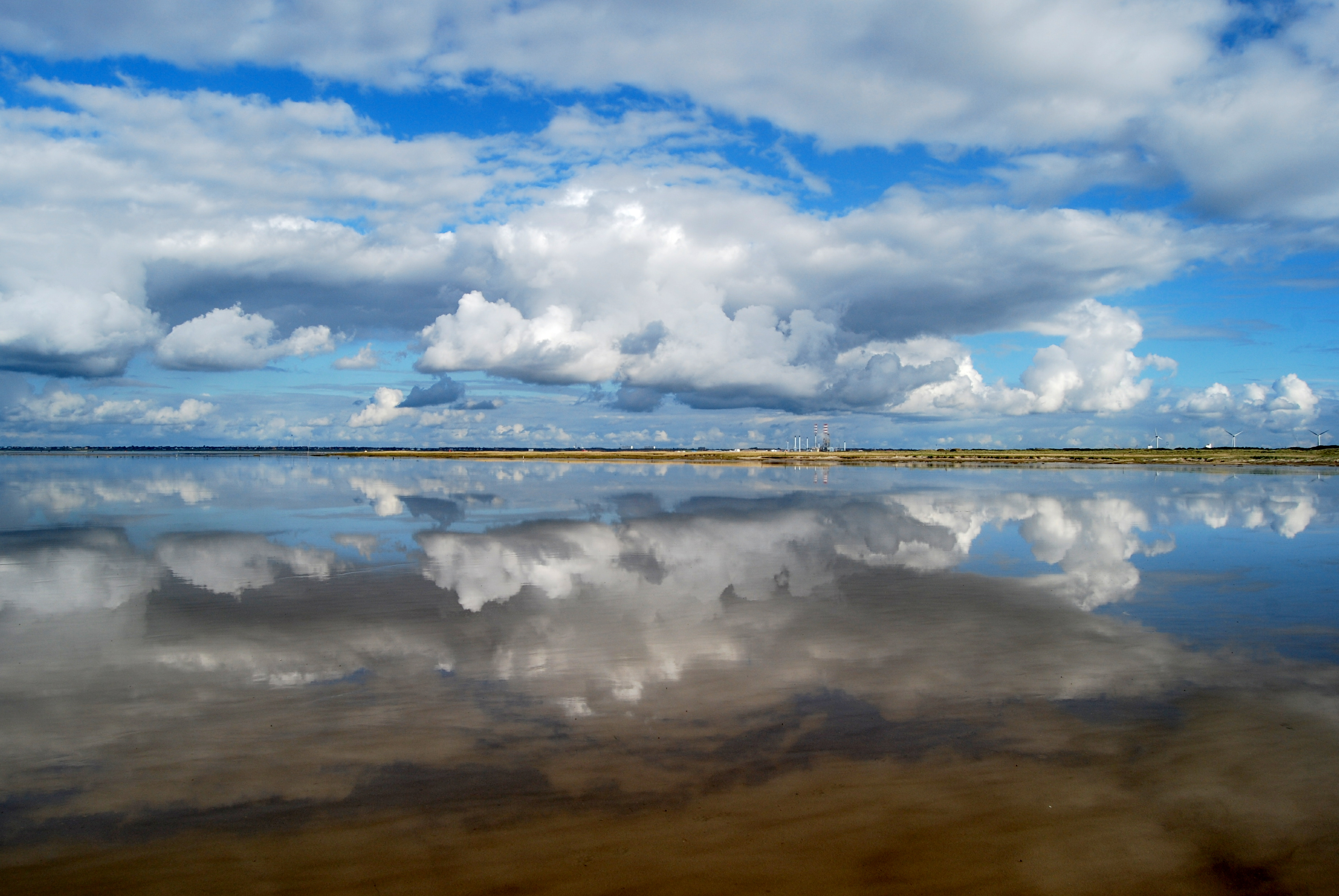
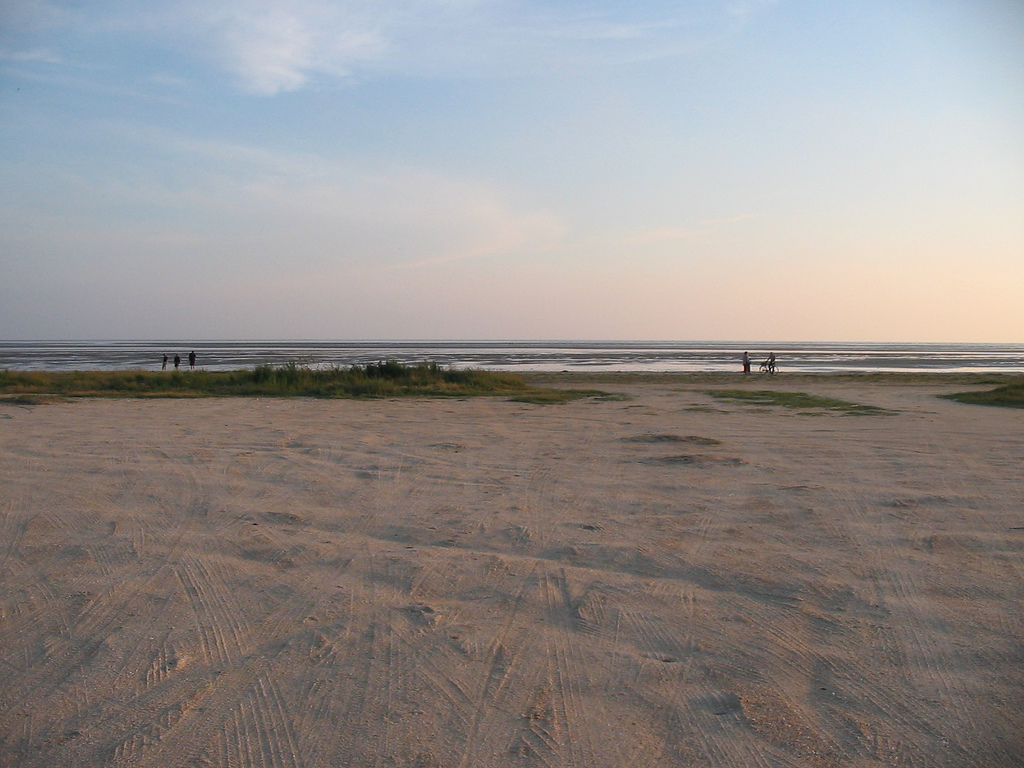
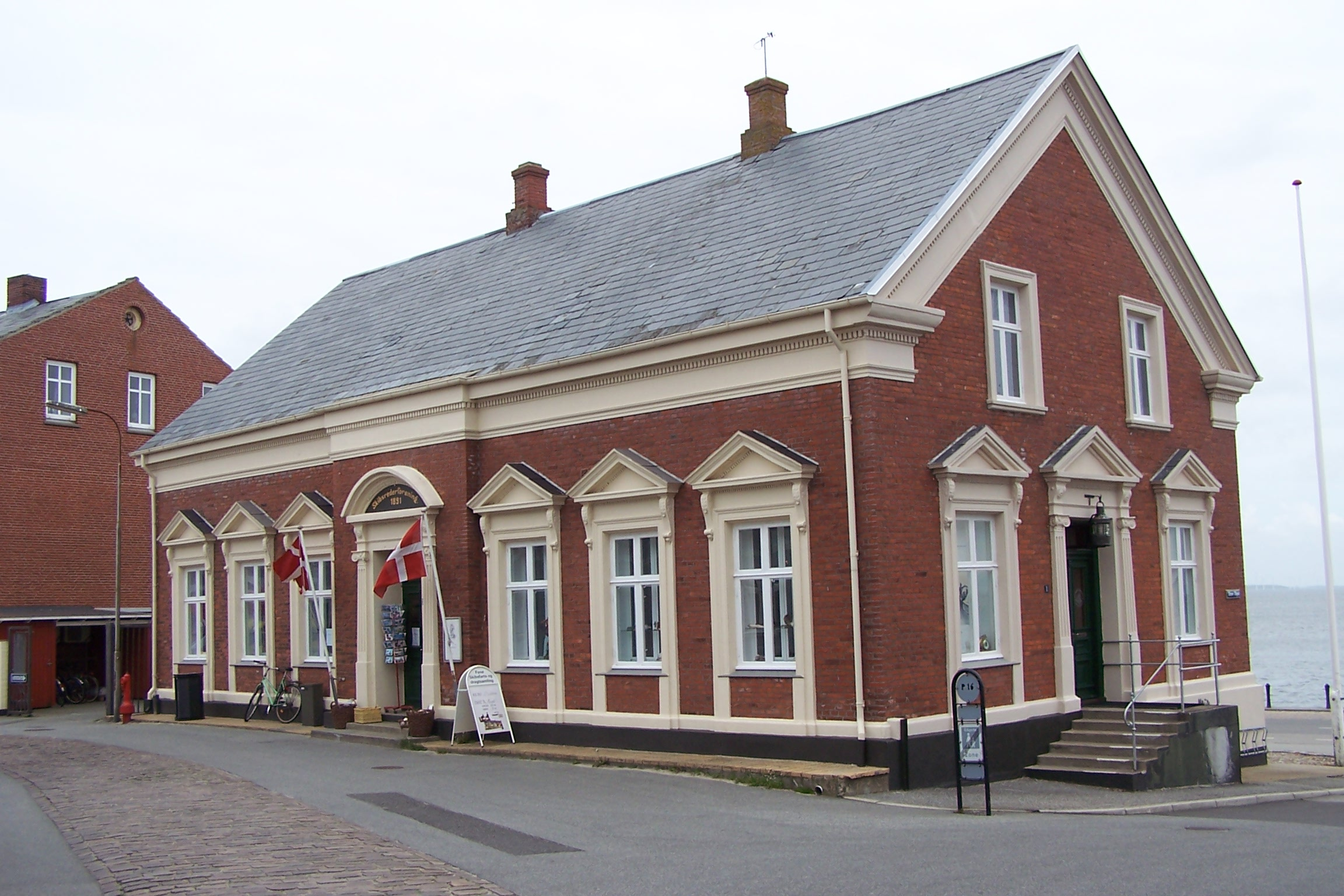
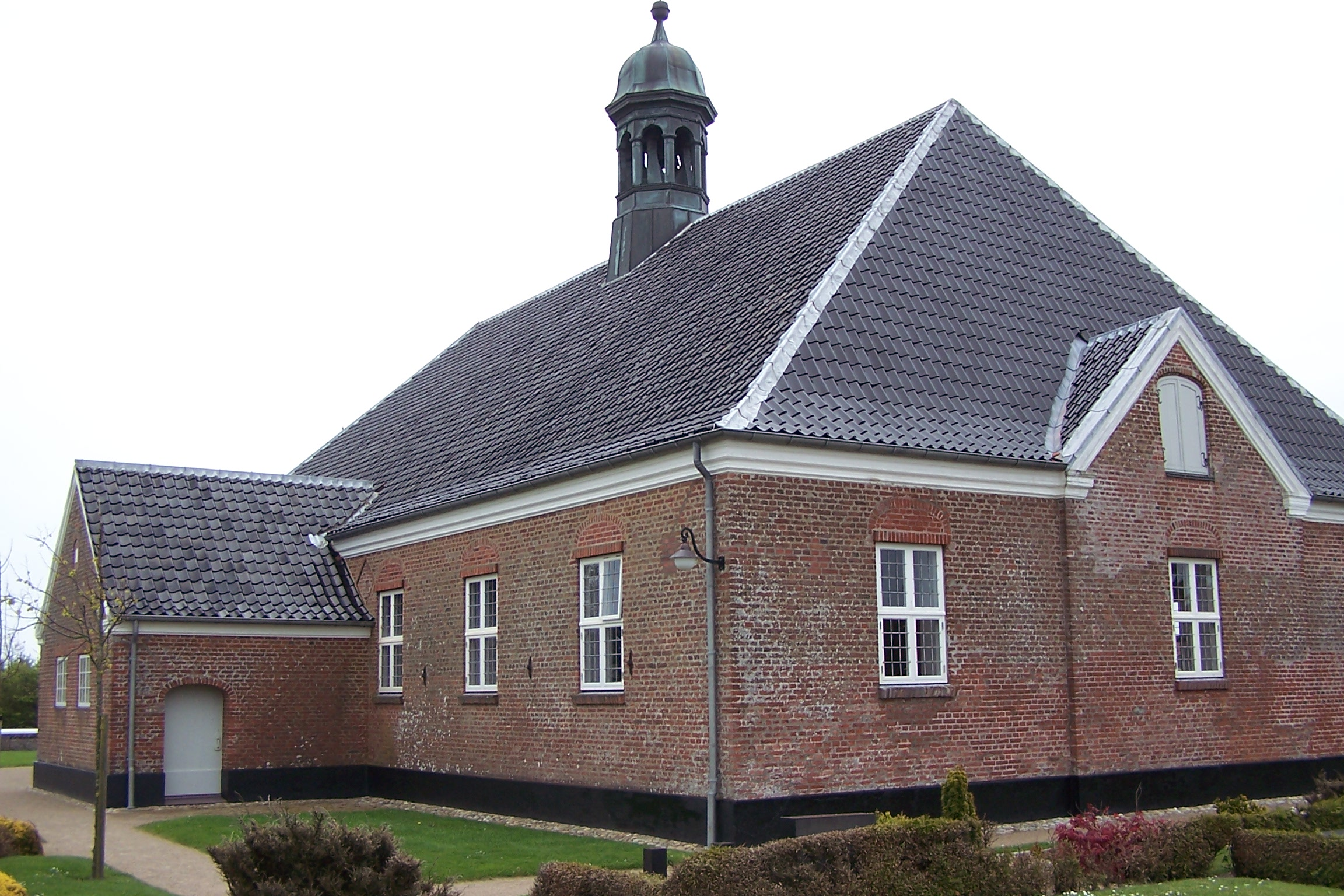
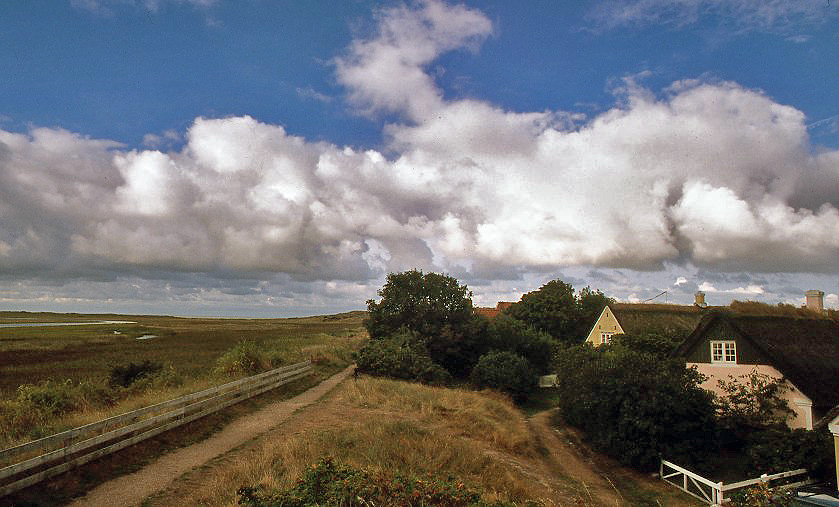
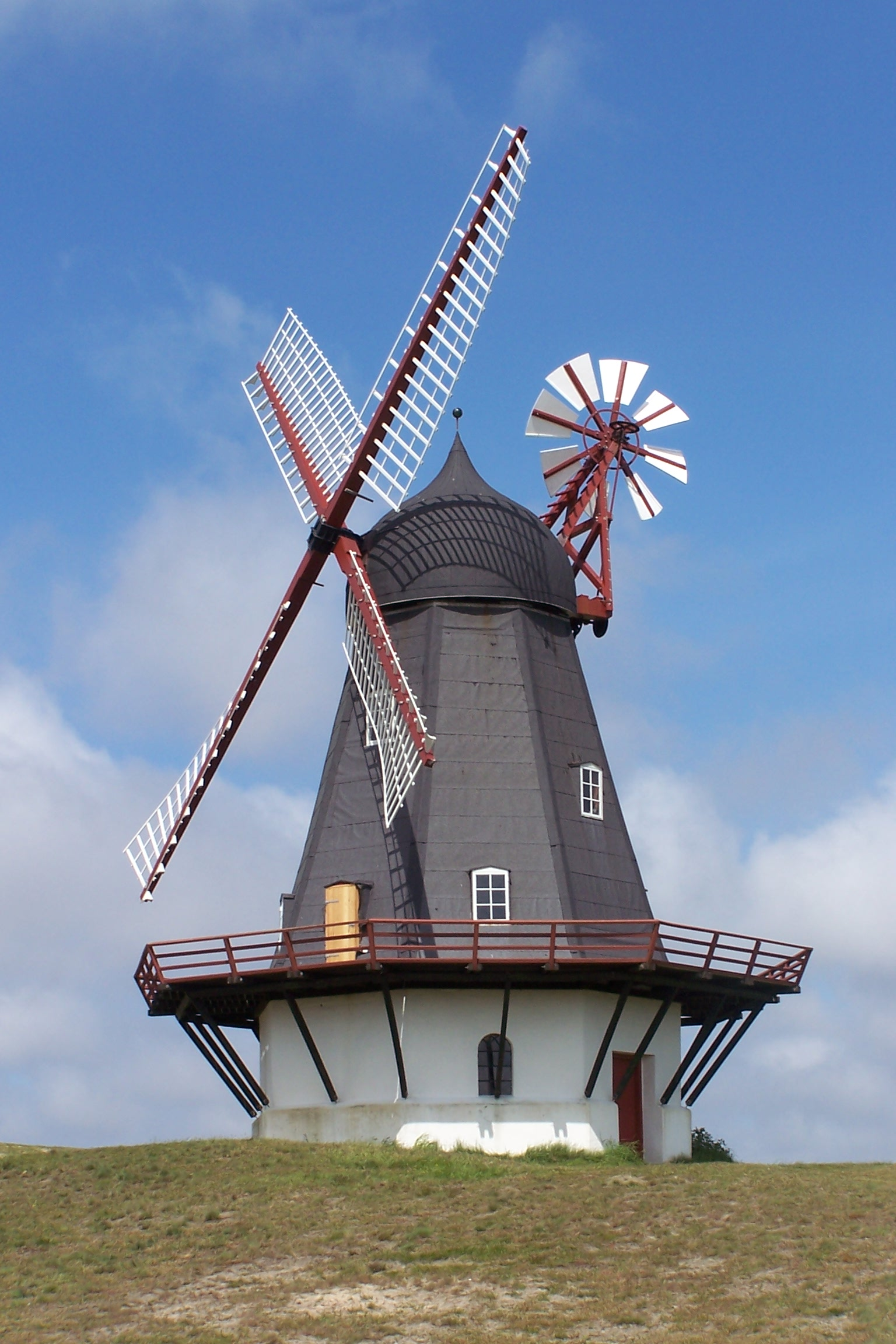
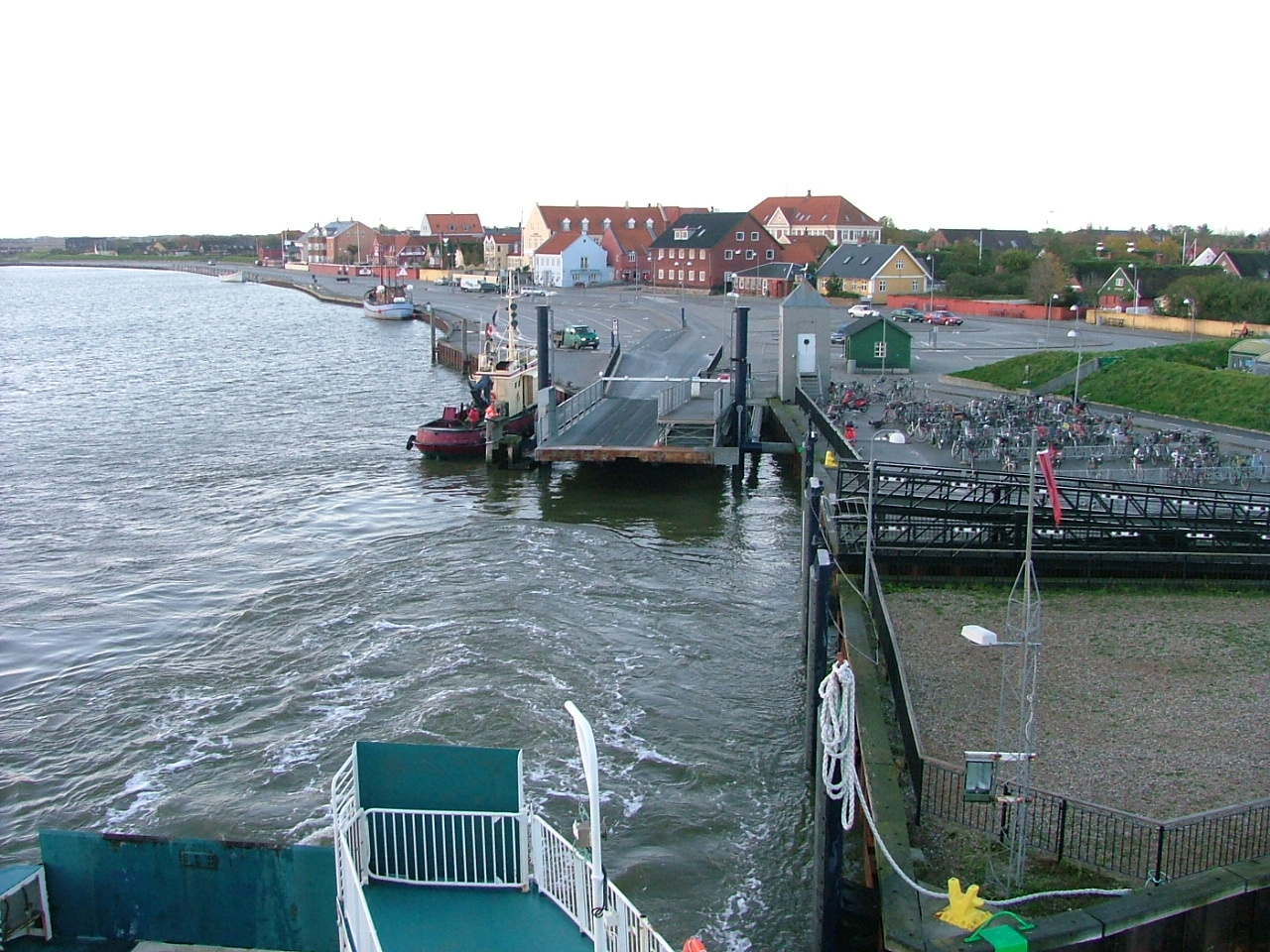
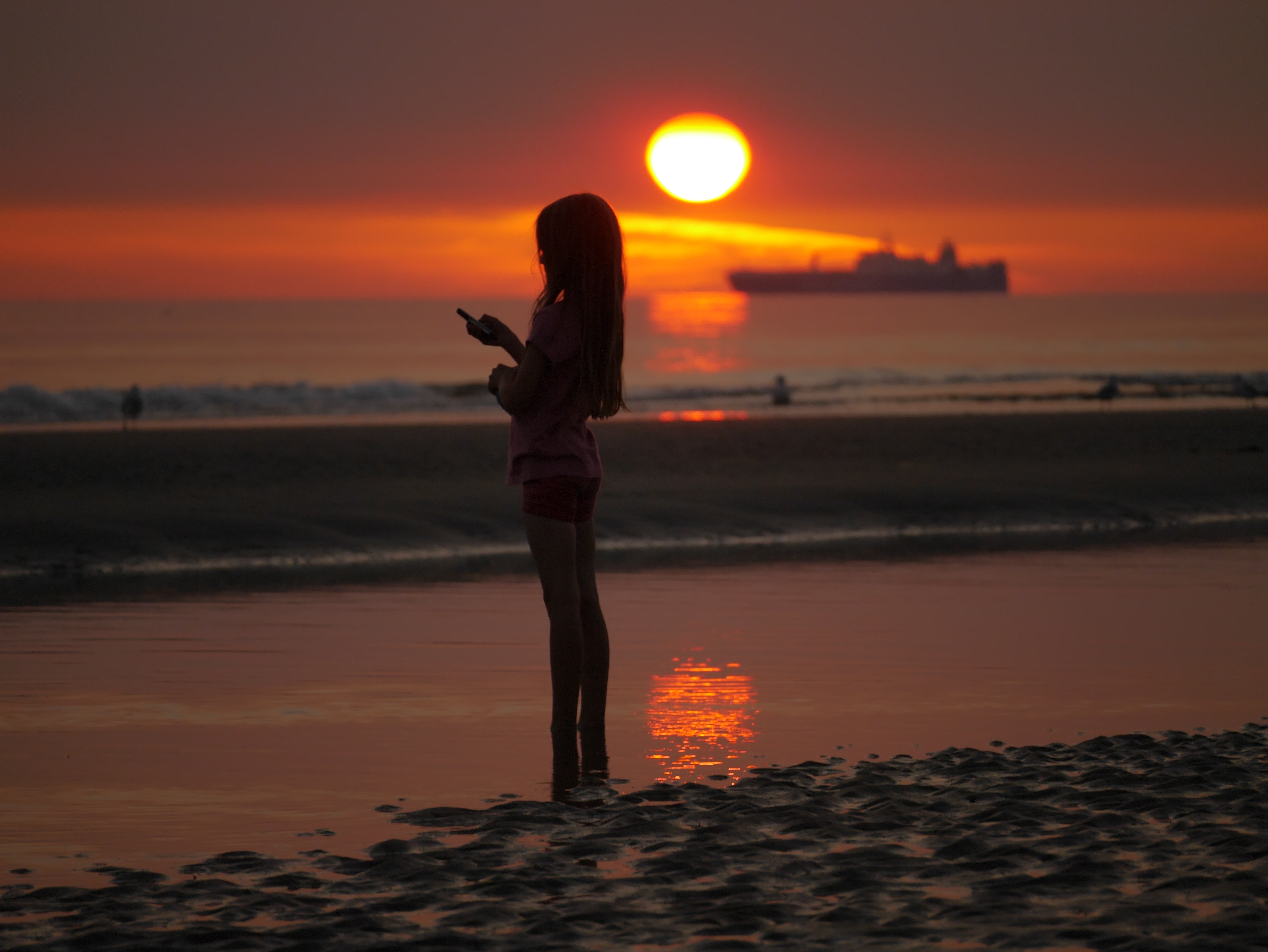